# Западно-балтийские языки
Западно-балтийские языки — группа вымерших балтийских языков, на которых говорили западно-балтийские народы. Западно-балтийские языки являются одной из двух основных ветвей балтийских языков, наряду с восточно-балтийскими. Они включают прусский, ятвяжский, галиндский и, возможно, скальвский и куршский языки. 

## История
Единственный надлежащим образом засвидетельствованный западно-балтийский язык, на котором известны тексты, — это прусский, хотя есть несколько коротких остатков древнекуршского и судавского языков в виде отдельных слов и коротких фраз. Многие западно-балтийские языки вымерли в XVI веке, а древнепрусский язык перестал быть разговорным в начале XVIII века.

## Классификация
Единственными языками, которые можно надежно отнести к западно-балтийским, являются прусский и галиндский, который также может быть диалектом прусского.
Большинство ученых считают скальвийский язык западно-балтийским языком или диалектом. Другая возможная классификация — переходный язык между западно- и восточно-балтийским.:16
Ятвяжский язык классифицируется как древнепрусский диалект, западно-балтийский язык или как переходный язык между западно- и восточно-балтийским.
Куршский язык является наименее надежно классифицированным языком. Утверждается, что это либо Западнобалтийский со значительным влиянием Восточнобалтийского, или Восточнбалтийский.

## История
Западно-балтийская группа, предположительно, появилась на севере Центральной Европы, на территории современной Польши, а также в западной части Балтийского региона, включающего части современных Латвии и Литвы. Западно-балтийская группа, вероятно, полностью отделилась от восточно-балтийской около IV—III вв. до н. э., хотя их различия прослеживаются вплоть до середины последнего тысячелетия до н. э.